# Thysanotus spiniger
Thysanotus spiniger är en sparrisväxtart som beskrevs av Norman Henry Brittan. Thysanotus spiniger ingår i släktet Thysanotus och familjen sparrisväxter. Inga underarter finns listade i Catalogue of Life.